# Украинцы в Ставропольском крае
Украи́нцы в Ставропольском крае (укр. Українці Ставропольського краю) — одна из крупнейших национальных общин, которая сформировалась исторически и внесла значительный вклад в развитие региона.
Исторически украинская община сформировалась в конце XVIII века по итогам переселенческого движения в северо-кавказский регион в процессе колонизации и освоения территории современного Ставропольского края.

Карта земель Черноморского и Кавказского Линейного казачьих войск

## История
Расширение границ на южных рубежах и освоение Кавказа в конце XVIII в. сопровождалось массовыми перемещениями населения как из других территорий, так и внутри самого региона. Всё это повлекло за собой важные демографические, хозяйственные, социальные и этнокультурные изменения.
Основной колонизационной силой на Северном Кавказе выступало казачество — донское, черноморское (бывшие запорожцы), екатеринославское, терское, а также многочисленное крестьянство, согласно распоряжениям правительства размещавшееся на приграничных территориях. Одновременно осуществлялась «вольная» колонизация, начиная с последней четверти XVIII в., сюда устремились мощные миграционные потоки выходцев с этнически украинских территорий: Киевщины, Переяславщины, Черниговщины, Среднего Поднепровья, а позднее Слободско-Украинской губернии.
На Северный Кавказ направлялись различные категории населения. В первую очередь, это были казаки-запорожцы, потомки реестровых казаков, сохранившие воинственный дух предков, а также государственные крестьяне, охотно переселявшиеся на плодородные кавказские земли. Также отмечено незначительное число крепостных, направляемых своими владельцами на подаренные правительством земли.
При организации переселений и определении мест будущего расселения власти внимательно относились к сословной и этнической принадлежности колонистов. Об этом свидетельствует тот факт, что основной поток переселенцев из малороссийских губерний направлялся на Кубань, а на территорию Кавказского линейного казачьего войска и Кавказской области попадала лишь небольшая часть украинцев. Основной поток украинских переселенце на Северный Кавказ в конце XVIII — первой половине XIX в. шёл из Екатеринославской, Полтавской, Киевской, Черниговской, Харьковской губерний, страдавших от переизбытка населения и малоземелья.
С целью усиления обороны и увеличения численности населения, расположенных на линии полков, как и в Черномории, правительство провело массовые переселения украинцев, которые осуществились в четыре этапа:
- первый этап: 1780-90-е гг. — 1812 г.;
- второй: 1824 г. — 1833 г.;
- третий: 1834 г. — 1846 г.;
- четвертый: 1847—1849 гг.

Украинские переселенцы, которые прибывали на Северный Кавказ, направлялись по соседству с землями Черноморского войска на Старую линию, в Ставропольский и Георгиевский уезды, отличавшиеся плодородными землями и благоприятными климатическими условиями. Можно выделить несколько крупных станиц, где украинцы составили большинство: это Ново-Малороссийская, Константиновская, Беломечётская, Невинномысская, Бекешевская, Новопавловская, Прохладная, Урухская, Николаевская, Курская и др. В Ставропольском уезде (позднее губернии) украинцы размещались в сёлах Благодатном, Ивановском, Леденцовом, Новоегоровском, Окуневом, Петровском. В Пятигорском уезде они заселяли сёла Бургон-Маджары, станицы Новоалександровскую, Новогригорьевскую, отсёлок Новомитрофановский и др.
В период с 1824 по 1833 гг. осуществлялся второй этап заселения украинцами (малороссами) Центральной и Северо-Восточной территории Северного Кавказа. Принципиальное отличие его от первого — это наличие специально разработанных правил «О переселении казенных крестьян и наделении их землей», которые упростили приём мигрантов. В этот период значительно возросла роль украинских губерний в деле колонизации Кавказской области и линии, что приводило к заметному росту численности и удельного веса украинцев в этой части Северо-Кавказского региона. В период с 1820 по 1825 г. в Кавказскую область прибыло 10 762 государственных крестьян, с 1826 по 1830 г. — 40 867, а с 1831 по 1833 г. — 54 136. Всего 105 765 государственных крестьян.
В 1834 г. начался третий этап переселения украинцев в Центральную и Северо-Восточную части Северного Кавказа, достигший своего апогея в 1836 г. и завершившийся в 1846 г. В данный период продолжилась гражданская и военная колонизация, создание новых оборонительно-наступательных линий по рекам Зеленчук, Кардоник, Кефарь, Лаба, Уруп, Сунжа и др., вдоль Военно-Грузинской дороги, от станицы Екатериноградской до Владикавказа и т. д. Несмотря на предпринимаемые меры, население на Кавказской линии оставалось малочисленным, смертность значительно превышала рождаемость. Учитывая данное положение и сложившуюся обстановку, правительство приступает к организации нового (четвёртого) массового пополнения населения Кавказской линии в 1847—1849 гг. В это же время осуществлялось переселение в Черноморское казачье войско. Решением войсковой администрации от 4 декабря 1848 г. часть мигрантов была направлена в имеющиеся станицы на Старой линии, остальные в 1-6-ю бригады Кавказского линейного казачьего войска, а также в слабо заселенные селения Горского, Владикавказского, Гребенского и Кизлярского полков.
Основная масса новосёлов в этот период прибыла из Полтавской, Черниговской, Курской, Харьковской, Воронежской, Орловской и Тамбовской губерний, количество выходцев из Левобережной Украины (Полтавской, Черниговской губерний) значительно увеличилось, в то время как численность мигрантов из Чернозёмных губерний (Курской, Воронежской) резко снизилось.
На этом процесс переселения украинцев на Северный Кавказ не завершился, он активно продолжился после крестьянской реформы 1861 г. в новых исторических, социальных и экономических условиях. Однако рассмотрение последующих этапов далеко выходит за рамки настоящего исследования, хотя и представляет собой определённый научный интерес.
Переселение украинцев в Северо-Кавказский регион сопровождалось сложным и интенсивным процессом социокультурной адаптации и затрагивало почти все стороны материальной и духовной культуры переселенцев: хозяйственные занятия, жилище, одежду, пищу, семейный и общественный быт, нравы, обычаи, религиозные верования и т. д. К середине XIX в. наблюдается частичная ассимиляция и взаимовлияние русской и украинской культур, затронувшее практически все стороны культуры и быта переселенцев.

## Демографическая статистика
По данным переписи 1897 года Ставропольская губерния относилась к слабо заселенным губерниям, в ней было 873301 жителей. В губернском городе Ставрополе 41590 жителей, в остальных городах — менее 15 тысяч в каждом.
Языковой состав по переписи 1897 года определявшая языковую, а не национальную принадлежность:
| Уезд                        | русские | украинцы | ногайцы | трухмены | калмыки | немцы | армяне | татары |
| --------------------------- | ------- | -------- | ------- | -------- | ------- | ----- | ------ | ------ |
| Губерния в целом            | 55,2 %  | 36,6 %   | 2,3 %   | 1,7 %    | 1,2 %   | …     | …      | …      |
| Александровский             | 56,8 %  | 38,3 %   | 2,1 %   | …        | …       | …     | …      | …      |
| Медвеженский                | 53,1 %  | 45,5 %   | …       | …        | …       | …     | …      | …      |
| Новогригорьевский           | 45,6 %  | 50,7 %   | …       | …        | …       | …     | 1,6 %  | …      |
| Ставропольский              | 85,2 %  | 10,2 %   | …       | …        | …       | 1,7 % | …      | …      |
| Территория кочующих народов | 6,1 %   | 5,5 %    | 33,3 %  | 31,0 %   | 19,9 %  | 1,9 % | …      | 1,4 %  |

По данным переписи населения СССР 1926 года национальный состав состав Северо-Кавказского края :
| национальность | численность | %       |
| -------------- | ----------- | ------- |
| русские        | 3 841 063   | 46,2 %  |
| украинцы       | 3 106 852   | 37,4 %  |
| чеченцы        | 296 282     | 3,6 %   |
| армяне         | 162 186     | 1,9 %   |
| осетины        | 155 400     | 1,87 %  |
| кабардинцы     | 139 689     | 1,68 %  |
| немцы          | 93 915      | 1,13 %  |
| ингуши         | 72 043      | 0,86 %  |
| черкесы        | 64 031      | 0,77 %  |
| карачаевцы     | 55 068      | 0,66 %  |
| другие         | …           | …       |
| всего          | 8 307 934   | 100,0 % |

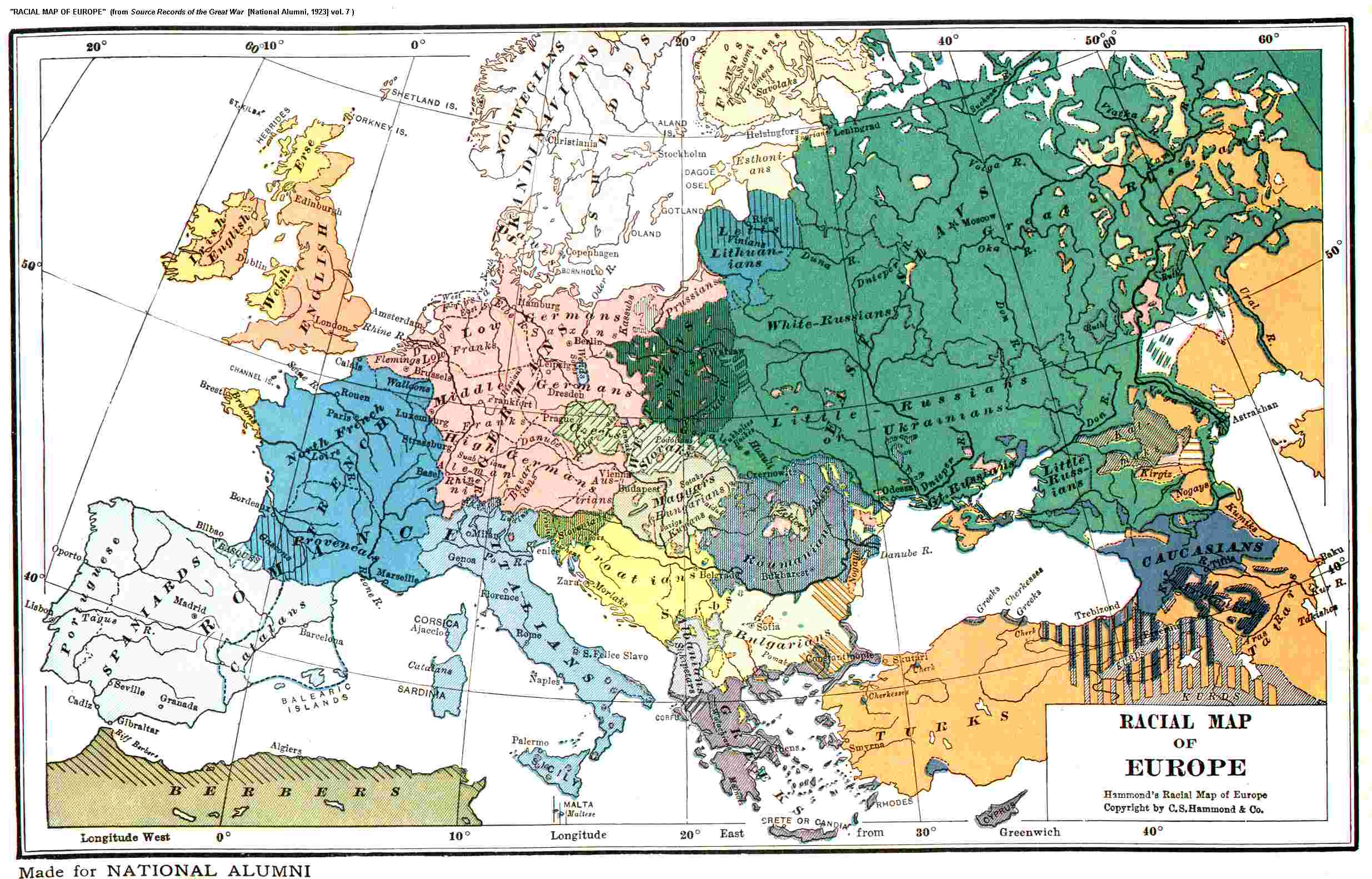
Украинцы (малороссы, англ. «Little Russians») на территории Кубани и Ставропольщины. Британская этническая карта Европы (1923)

Население Ставропольского округа в 1926 году составляло 726,6 тыс. человек, среди которых: русские — 62,6 %; украинцы — 33,8 %; немцы — 1,1 %.
В зависимости от этнической среды в которую попадали, украинцами использовались модели межкультурного взаимодействия с целью сохранения своего этнокультурного своеобразия. Таким образом, на Северном Кавказе процессы в среде украинских переселенцев завершились унификацией украинской традиционно-бытовой культуры, способствуя внутриэтнической консолидации и полной интеграции украинского населения в местную среду.